# 소유스-U
소유스-U는 러시아 소유스 로켓의 개량형이다.

## 역사
1973년 5월 18일에 최초발사했다. 소유스 로켓이 6,450 kg의 화물을 지구 저궤도에 운반할 수 있었는데, 개량형인 소유스-U는 6,900 kg을 운반할 수 있다. 43년 동안 발사되었다.
2017년 2월 1일 마지막으로 발사될 계획이다. 무인 프로그레스 MS-05를 국제 우주 정거장에 운반할 것이다. 이후에는 소유스-2를 사용할 계획이다.

## 같이 보기
- 안타레스 로켓 - 무게 300톤, 화물 7톤이다. 소유스 로켓과 비슷하다.